# Euestola basalis
Euestola basalis là một loài bọ cánh cứng trong họ Cerambycidae.